# Istanbul Cup
Az Istanbul Cup (hivatalos formában İstanbul Cup) egy női tenisztorna, amelyet 2005 és 2010 között rendeztek meg évente egyszer Isztambulban. Mivel 2011-től három éven át a város adott otthont az év végi világbajnokságnak, ez idő alatt a tornát nem tartották meg. 2014-től ismét megrendezik.
A mérkőzéseket kemény pályán, szabad téren játsszák. Az első versenyt 2005-ben Venus Williams nyerte meg.
A torna kategóriája 2008-ig Tier III-as volt, azóta az International tornák közé tartozik. A verseny összdíjazása 275 ezer dollár.

## Döntők

### Egyéni
| Év        | Győztes                                                        | Ellenfél a döntőben                                            | Eredmény a döntőben                                            |
| --------- | -------------------------------------------------------------- | -------------------------------------------------------------- | -------------------------------------------------------------- |
| 2005      | Venus Williams                                                 | Nicole Vaidišová                                               | 6–3, 6–2                                                       |
| 2006      | Sahar Peér                                                     | Anasztaszija Miszkina                                          | 1–6, 6–3, 7–6(3)                                               |
| 2007      | Jelena Gyementyjeva                                            | Aravane Rezaï                                                  | 7–6(5), 3–0 feladta                                            |
| 2008      | Agnieszka Radwańska                                            | Jelena Gyementyjeva                                            | 6–3, 6–2                                                       |
| 2009      | Vera Dusevina                                                  | Lucie Hradecká                                                 | 6–0, 6–1                                                       |
| 2010      | Anasztaszija Pavljucsenkova                                    | Jelena Vesznyina                                               | 5–7, 7–5, 6–4                                                  |
| 2011–2013 | Nem tartották meg a WTA Tour Championships megrendezése miatt. | Nem tartották meg a WTA Tour Championships megrendezése miatt. | Nem tartották meg a WTA Tour Championships megrendezése miatt. |
| 2014      | Caroline Wozniacki                                             | Roberta Vinci                                                  | 6–1, 6–1                                                       |
| 2015      | Leszja Curenko                                                 | Urszula Radwańska                                              | 7–5, 6–1                                                       |
| 2016      | Çağla Büyükakçay                                               | Danka Kovinić                                                  | 3–6, 6–2, 6–3                                                  |
| 2017      | Elina Szvitolina                                               | Elise Mertens                                                  | 6–2, 6–4                                                       |
| 2018      | Pauline Parmentier                                             | Polona Hercog                                                  | 6–4, 3–6, 6–3                                                  |
| 2019      | Petra Martić                                                   | Markéta Vondroušová                                            | 1–6, 6–4, 6–1                                                  |
| 2020      | Patricia Maria Țig                                             | Eugenie Bouchard                                               | 2–6, 6–1, 7–6(4)                                               |
| 2021      | Sorana Cîrstea                                                 | Elise Mertens                                                  | 6–1, 7–6(3)                                                    |
| 2022      | Anasztaszija Potapova                                          | Veronyika Kugyermetova                                         | 6–3, 6–1                                                       |

### Páros
| Év        | Győztesek                                                      | Ellenfelek a döntőben                                          | Eredmény a döntőben                                            |
| --------- | -------------------------------------------------------------- | -------------------------------------------------------------- | -------------------------------------------------------------- |
| 2005      | Marta Marrero Antonella Serra Zanetti                          | Daniela Klemenschits Sandra Klemenschits                       | 6–4, 6–0                                                       |
| 2006      | Aljona Bondarenko Nasztasszja Jakimava                         | Szánija Mirza Alicia Molik                                     | 6–2, 6–4                                                       |
| 2007      | Agnieszka Radwańska Urszula Radwańska                          | Csan Jung-zsan Szánija Mirza                                   | 6–1, 6–3                                                       |
| 2008      | Jill Craybas Volha Havarcova                                   | Marina Eraković Polona Hercog                                  | 6–1, 6–2                                                       |
| 2009      | Lucie Hradecká Renata Voráčová                                 | Julia Görges Patty Schnyder                                    | 2–6, 6–3, [12–10]                                              |
| 2010      | Eléni Danjilídu Jasmin Wöhr                                    | Marija Kondratyjeva Vladimíra Uhlířová                         | 6–4, 1–6, [11–9]                                               |
| 2011–2013 | Nem tartották meg a WTA Tour Championships megrendezése miatt. | Nem tartották meg a WTA Tour Championships megrendezése miatt. | Nem tartották meg a WTA Tour Championships megrendezése miatt. |
| 2014      | Doi Miszaki Elina Szvitolina                                   | Okszana Kalasnikova Paula Kania                                | 6–4, 6–0                                                       |
| 2015      | Daria Gavrilova Elina Szvitolina                               | Çağla Büyükakçay Jelena Janković                               | 5–7, 6–1, [10–4]                                               |
| 2016      | Andreea Mitu İpek Soylu                                        | Xenia Knoll Danka Kovinić                                      | játék nélkül                                                   |
| 2017      | Dalila Jakupović Nagyija Kicsenok                              | Nicole Melichar Elise Mertens                                  | 7–6(6), 6–2                                                    |
| 2018      | Liang Csen Csang Suaj                                          | Xenia Knoll Anna Smith                                         | 6–4, 6–4                                                       |
| 2019      | Babos Tímea Kristina Mladenovic                                | Alexa Guarachi Sabrina Santamaria                              | 6–1, 6–0                                                       |
| 2020      | Alexa Guarachi Desirae Krawczyk                                | Ellen Perez Storm Sanders                                      | 6–1, 6–3                                                       |
| 2021      | Veronyika Kugyermetova Elise Mertens                           | Hibino Nao Ninomija Makoto                                     | 6–1, 6–1                                                       |
| 2022      | Marie Bouzková Sara Sorribes Tormo                             | Natyela Dzalamidze Kamilla Rahimova                            | 6–3, 6–4                                                       |